# Хольцвайсиг
Хольцвайсиг (нем. Holzweißig) — посёлок в Германии, в земле Саксония-Анхальт. 
Входит в состав района Биттерфельд. Подчиняется управлению Биттерфельд. Население 3225 чел. Занимает площадь 13,88 км².